# Natation sportive
La natation sportive consiste à parcourir dans une piscine ou en eau libre (espace naturel comme mer, rivière, lac, ...), le plus rapidement possible et dans un style codifié par la World Aquatics, une distance donnée, sans l'aide d'aucun accessoire.
La natation sportive peut être pratiquée à tout âge. Au-delà de l'âge de 25 ans les compétiteurs ont la possibilité de participer à des compétitions dites « maîtres », indépendantes de celles de la natation sportive.
Cette activité classe ses pratiquants selon des catégories de deux à quatre années d'âge, permettant ainsi à tous les compétiteurs de se confronter à des adversaires d'un âge quasi identique tout au long de leur vie. Le pratiquant-compétiteur est placé d'office dans la catégorie de l'âge qu'il aura en fin de saison (juin-juillet), et non son âge du début de saison (septembre). 
La natation pratiquée en lac, rivière ou mer, généralement sur des distances plus grandes (quelques kilomètres) s'appelle « nage en eau libre » ; une épreuve de 10 km en eau libre figure au programme des Jeux olympiques d'été depuis 2008. 
La natation artistique (anciennement dite synchronisée), le plongeon, et le water-polo sont les autres disciplines regroupées avec la natation sportive et les maîtres par la Fédération française de natation (FFN), la Ligue européenne de natation (LEN) et la Fédération internationale de natation (FINA).

## Les bassins
Les épreuves de natation sportive des jeux olympiques se déroulent en bassin de 50 mètres, dits « grands bassins ». Pour les autres compétitions, il existe des versions en grand et en petit bassin (d'une longueur de 25 mètres). Pour une même distance, les temps sont plus rapides en petit bassin qu'en grand bassin, car la poussée sur le mur lors du virage permet d'augmenter la vitesse de propulsion et offre un petit temps de repos. De plus, au cours de la phase subaquatique qui suit chaque virage (la coulée), les nageurs sont plus efficaces et donc plus rapides que lorsqu'ils nagent en surface.

Aux États-Unis, il existe aussi des compétitions dans des bassins de 25 yards, soit environ 22,86 mètres (notamment les compétitions universitaires NCAA).

## En eau libre
La natation en eau libre est bien plus ancienne que l'utilisation de bassins, chauffés ou non. En plus d'une pratique de loisir croissante, les compétitions existent et sont généralement de plus longues distances. Les compétitions de brasses sont limitées à 3km maximum depuis 2010. Les compétitions de nages libres font 5km au plus. Parmi les compétitions très longues distances, on peut citer Damme-Bruges.  
Il y a enfin de nombreux challenges comme la traversée de la Manche, le tour de Manhattan, la traversée d'Alcatraz  Les différentes fédérations ont établi des règles propres en ce qui concerne l'équipement et les températures.  
La FINA ne reconnaît pas l'utilisation de combinaison néoprène et interdit la pratique sous les 16°C. En triathlon, les règles sont plus complexes et plus variables. L'utilisation d'une combi est soit obligatoire, optionnelle ou interdite. 
Dans le cadre de la pratique de loisir, nombreux sont les nageurs qui se baignent en maillot quel que soit la température. On se rapproche alors de la natation hivernale. 

## la natation hivernale
Version extrême de la natation en eau libre, elle est couramment pratiquée dans les pays du nord de l'Europe mais également dans des lacs d'altitudes, en Nouvelle-Zélande, Amérique du Sud, etc.
Les compétitions sont encadrées par deux fédérations internationales: l'IWSA et l'IISA qui travaillent à la reconnaissance comme sport olympique.

## Les styles
Les styles réglementés par la Fédération internationale de natation dans les compétitions sont les suivants
- La nage libre : le nageur nage comme il le veut. En pratique, les épreuves de nage libre sont toujours nagées en crawl ;
- Le dos : la seule contrainte imposée au nageur est d'être sur le dos en permanence (sauf lors des virages), sinon son style est libre. En pratique, les épreuves de dos sont toujours nagées en dos crawlé, le virage s'effectue le plus souvent en se retournant sur le ventre avant le mur, en se repérant avec les drapeaux situés aux 5 mètres (il est interdit de faire des battements de jambes seuls pour atteindre le mur s'il est trop loin ; une seule traction continue du bras ou une traction simultanée des deux bras), puis en réalisant une culbute identique à celle du crawl[4];
- La brasse : cette nage est la plus réglementée. Elle se caractérise notamment par une action symétrique des bras et des jambes et par le fait que les bras doivent rester en permanence dans l'eau. Le mouvement des jambes, semblable à celui d'une grenouille, est appelé ciseau. Toucher le mur avec les deux mains est une obligation au virage comme à l'arrivée ;
- Le papillon :  c'est une nage symétrique comme la brasse, mais les bras reviennent vers l'avant au-dessus de la surface de l'eau, ce qui rend ce style plus rapide que la brasse et également plus difficile à maîtriser ; il faut aussi toucher le mur avec les deux mains[5].

La nage la plus rapide est le crawl, viennent ensuite le papillon, le dos crawlé et enfin la brasse.

## Les épreuves individuelles
Les distances utilisées sont le 50 m, le 100 m et le 200 m pour le dos, le papillon et la brasse, le 200 m et le 400 m pour le 4 nages et le 50 m, 100 m, 200 m, 400 m, 800 m et 1 500 m pour la nage libre. Les distances de 50 m en dos, papillon et brasse existent pour la première fois  aux Jeux olympiques de 2028 à Los Angeles. Le 800 m nage libre masculin et le 1 500 m nage libre féminin ont été introduits pour la première fois aux Jeux olympiques d'été de 2020 à Tokyo. Aux championnats du monde, toutes les distances sont nagées par les deux sexes. Les dernières épreuves introduites dans le calendrier de course ont été les 50 m de spécialité, le 800 m nage libre masculin et le 1 500 m nage libre féminin. Elles furent disputées pour la première fois lors des Championnats du monde de natation 2001 à Fukuoka au Japon.
Pour les épreuves de quatre nages, le nageur doit nager d'abord le papillon, puis le dos, puis la brasse, puis la nage libre (avec la contrainte supplémentaire dans ces épreuves que la partie de nage libre doit être nagée dans un style différent des trois premières parties), sur des distances égales. Ces épreuves se pratiquent sur 100 m (en petit bassin), 200 m ou 400 m.

## Les épreuves en équipe
Les épreuves consistent en une distance à parcourir soit toujours dans le même style, soit en utilisant les quatre styles de nage (épreuves dites « de quatre nages »), soit en nage libre. Les Canadiens utilisent le terme « QNI » (« quatre nages individuelles ») pour distinguer ces épreuves du relais quatre nages.
Aux jeux olympiques, les distances disputées en relais sont le 4 x 100 nage libre, le 4 x 200 nage libre et le 4 x 100 quatre nages.
Dans les épreuves de quatre nages en relais, l'ordre des styles change par rapport aux épreuves individuelles, en effet le nageur de dos doit partir dans l'eau, et il nage donc le premier relais. L'ordre devient : dos, brasse, papillon, nage libre.

## Les records
Pour consulter les records eux-mêmes, voici les liens dames et messieurs.  
Histoire des records et de leur officialisation par la FINA :
La Fédération Internationale de Natation Amateur est fondée en 1908 à Londres et c'est à cette date que prennent effet les premiers records du monde.
À cette époque, les records du monde peuvent être établis dans n'importe quelle piscine, pourvu que cette dernière soit d'une longueur supérieure à 25 yards. De plus, toutes les distances inférieures à la distance totale nagée pouvaient faire l'objet d'un record du monde. Ainsi, la nageuse danoise Ragnhild Hveger a établi pas moins de quarante-deux records du monde entre 1936 et 1942 grâce à cette règle (elle s'élançait pour nager un 1 000 mètres nage libre et battait au passage le 100 yards, le 100 mètres, le 220 yards, etc.). 
En 1948, une première suppression de records élimine bon nombre de courses (les 300 yards, 300 m, 1 000 yards, 1 000 m nage libre, le 400 m dos et les 400 m et 500 m brasse).
En 1952, ce sont les 500 yards et 500 m nage libre, ainsi que les 150 yards dos et le 3 x 100 m trois nages qui disparaissent, cette dernière distance laissant place au 4x100 m quatre nages grâce à la séparation de la brasse et du papillon en 1953.
C'est aussi en 1952 que les États-Unis et le Japon proposent au congrès de la FINA que soient séparés les records nagés en bassin de 50 mètres de ceux nagés en bassin de 25 mètres. Mais le congrès s'y oppose et il faut attendre quatre nouvelles années pour que les choses se clarifient, le congrès décidant de ne retenir comme records du monde que les courses nagées en bassin de 50 mètres.
En 1969, la FINA reconnaît officiellement comme record du monde 31 courses nagées en bassin de 50 mètres (seize courses messieurs et quinze courses dames).
Le 21 août 1972, les centièmes de seconde sont ajoutés aux temps des records.
Il faut ensuite attendre le 3 mars 1991 pour que les records en bassin de 25 mètres soient officiellement homologués (auparavant, ils étaient considérés comme des meilleures performances mondiales), et le 31 octobre 1994 pour qu'apparaissent les 50 mètres dos, brasse et papillon en bassin de 50 mètres.
Entre 1996 et 2010, l'apparition de combinaisons de différentes matières entraîna une pluie spectaculaire de records sur tous les continents.
La réglementation, après avoir été dans un premier temps en faveur de cette avancée technologique, fit marche arrière et imposa un retour à des combinaisons limitées dans leur surface et en tissu à partir du 1er janvier 2010.

## Grandes compétitions
Ci-après la liste des plus grandes compétitions internationales et nationales en natation sportive:

### Compétitions internationales
- Jeux olympiques
- Championnats du monde
- Championnats d'Asie
- Championnats d'Europe
- Championnats pan-pacifiques
- Championnats d'Afrique
- Championnats d'Océanie

### Compétitions nationales
- Championnats de France
- Championnats des États-Unis